# Loipfing (Isen)
Loipfing ist ein Gemeindeteil des Marktes Isen im oberbayerischen Landkreis Erding.

## Lage
Das Dorf Loipfing liegt 3,25 Kilometer südwestlich des Isener Marktplatzes in der Gemarkung Westach. Das Anwesen Loiping 2 wurde um 1850 Berschl genannt. 

## Viereckschanze
Die Viereckschanze nordöstlich von Loiping 20 stammt aus späten Latènezeit von 250 bis 15 v. Chr. Sie ist alten Flurkarten verzeichnet und wurde im Sommer 2010 durch das Bayerische Landesamt für Denkmalpflege magnetometrisch untersucht. Ebenso wie die Viereckschanze von Burgrain ist sie in der Liste der Bodendenkmäler in Isen aufgeführt.

## Bevölkerung
Um 1861 lebten in Loipfing 33 Einwohner in elf Gebäuden. In der Nachkriegszeit des Zweiten Weltkriegs stieg die Bevölkerungszahl auf 69 Einwohner. Im Mai 1987 lebten dort 46 Einwohner in elf Wohnhäusern. Die Hofkunst Loipfing gibt es seit mehr als 30 Jahren.
| Jahr      | 1861 | 1871 | 1925 | 1950 | 1970 | 1987 |
| Einwohner | 33   | 42   | 53   | 69   | 36   | 46   |

## Bekannte Personen
- Peter Kleinschmidt (1940–2020), Regisseur und Dramaturg